# Agonum suturale
Agonum suturale är en skalbaggsart som beskrevs av Thomas Say 1834. Agonum suturale ingår i släktet Agonum och familjen jordlöpare. Inga underarter finns listade i Catalogue of Life.